# 페아노 곡선
기하학에서, 페아노 곡선(-曲線, 영어: Peano curve)은 1890년 이탈리아 수학자 주세페 페아노가 고안한 최초의 공간 채움 곡선이다. 페아노 곡선은 단위 구간에서 단위정사각형으로 사상하는 전사인(단사는 아니다.) 연속 함수이다. 이 두 집합의 크기가 같다는 게오르크 칸토어의 결과가 페아노가 이 곡선을 구상하는 동기가 되었다고 한다. 일부 저자들은 공간 채움 곡선을 페아노 곡선이라고 부르기도 한다.

## 구성

페아노 곡선이 구성되는 과정을 세 번째 단계까지 나타낸 그림. 이 과정을 무한히 적용한 것이 페아노 곡선이다.

페아노 곡선은 각 i번째 단계마다 정사각형들의 집합 Si와 이 정사각형들의 중심에 해당하는 점들의 집합 Pi를 잡는 방식으로 구성할 수 있다. 먼저 단위 정사각형을 S0로, 이 정사각형의 중심을 P0로 잡는다.
각 i번째 단계에서는 이전 단계의 Si-1의 정사각형들을 각각 9개의 작은 정사각형들로 나누고, 이렇게 나눈 정사각형들의 집합을 Si으로 둔다. 그리고 이 정사각형들의 중심들로 이루어진 집합을 Pi로 둔다. 이제 Pi의 인접한 점들을 그림의 1단계에서 2단계로 넘어가는 과정에서의 패턴처럼 연결하면, 하나의 연결된 곡선이 된다.
이렇게 각 단계별로 곡선을 만들 수 있고, 이 과정을 무한히 반복했을 때(즉, i가 무한히 커질 때) 곡선의 극한이 페아노 곡선이 된다. 각 단계의 곡선은 단위 구간에서 단위 정사각형으로 사상하는 함수이고, 이 함수들은 적절한 거리 함수가 주어진 완비 거리 함수 공간에서 코시 수열을 이루므로 페아노 곡선으로 수렴함을 보일 수 있다.

## 같이 보기
- 공간 채움 곡선